# Франсіско Грегоріо Білліні
Франсіско Грегоріо Білліні Арісті (25 квітня 1844 — 28 листопада 1898) — домініканський письменник, педагог і політик, президент країни з серпня 1884 до травня 1885 року (фактично країною керував диктатор Улісес Еро).